# Daciella
Daciella is een geslacht van uitgestorven weekdieren uit de klasse van de Gastropoda (slakken). Exemplaren van dit geslacht zijn slechts als fossiel bekend.

## Soort
- Daciella carinata (Wenz in Krejci-Graf & Wenz, 1932) †